# Bolesław Januszowic
Bolesław (ur. przed 1386, zm. 1420–1425) – przedstawiciel mazowieckiej linii Piastów.
Bolesław był drugim pod względem starszeństwa synem księcia czerskiego Janusza I i księżniczki litewskiej Danuty Anny, córki Kiejstuta.
Od najmłodszych lat był przygotowywany do objęcia rządów na Mazowszu. W 1409 został postawiony przez ojca na czele wyprawy odwetowej przeciwko zakonowi krzyżackiemu, zakończonej zdobyciem i spaleniem Działdowa. Dwa lata później jako wysłannik książąt mazowieckim uczestniczył w akcie podpisania pokoju toruńskiego.
W 1412 Bolesław znalazł się w Krakowie, na dworze Władysława Jagiełły. Wziął udział m.in. w podróży króla do nadgranicznej Lubowli, gdzie doszło do spotkania z królem niemieckim Zygmuntem Luksemburskim.
W 1414 uczestniczył w kolejnej wojnie z Krzyżakami, tym razem osobiście koordynując całość działań oddziałów mazowieckich. Po 1422 w związku ze śmiercią starszego brata Janusza Młodszego Bolesław przejął część rządów w księstwie czerskim, sprawując m.in. sądy nad poddanymi.
Bolesław Januszowic zmarł niespodziewanie między 1420 a 1425, jeszcze za życia ojca, nie doczekawszy się samodzielnych rządów. Był żonaty z córką księcia Fiodora Olgierdowica, Anną, z którą miał dwóch synów: zmarłego młodo Konrada oraz późniejszego dziedzica Mazowsza Bolesława IV, a także córkę Eufemię, wydaną za kandydata do tronu litewskiego Michajłuszkę.
Spoczywa wraz z ojcem w podziemiach bazyliki archikatedralnej św. Jana Chrzciciela w Warszawie.

## Literatura dodatkowa
- Bogdan Horodyski: Bolesław. W: Polski Słownik Biograficzny. T. 2: Beyzym Jan – Brownsford Marja. Kraków: Polska Akademia Umiejętności – Skład Główny w Księgarniach Gebethnera i Wolffa, 1936, s. 277. Reprint: Zakład Narodowy im. Ossolińskich, Kraków 1989, ISBN 83-04-03291-0